# Francis Leopold McClintock
sir Francis Leopold McClintock (ur. 8 lipca 1819 w Dundalk, hrabstwo Louth, zm. 17 listopada 1907 w Londynie) – brytyjski żeglarz, badacz Arktyki, admirał.
Był Irlandczykiem z pochodzenia. Od 1848 roku uczestniczył w wyprawach po Archipelagu Arktycznym. W wprawach do Arktyki w latach 1850–1851 i 1852–1854 jako pierwszy Europejczyk posługiwał się psim zaprzęgiem. Kilkakrotnie organizował wyprawy, które miały odnaleźć zaginioną ekspedycję Johna Franklina z 1845 roku. McClintock odnalazł wyprawę Johna Franklina podczas czwartej wyprawy na Wyspę Króla Williama, która odbyła się w latach 1857–1859. W 1859 roku opublikowano relację McClintocka z wyprawy na Wyspę Króla Williama pt. The Voyage of the „Fox” in the Arctic Seas: A Narrative of the Fate of Sir John Franklin and His Companions. W 1860 roku otrzymał tytuł szlachecki.
Upamiętnia go nazwa wyspy. 